# Millwood Township (Missouri)
Millwood Township est un ancien township, situé dans le comté de Lincoln, dans le Missouri, aux États-Unis,.
Le township est fondé en 1856 et baptisé en référence à la communauté de Millwood (en).

### Source de la traduction
- (en) Cet article est partiellement ou en totalité issu de l’article de Wikipédia en anglais intitulé « Millwood Township, Lincoln County, Missouri » (voir la liste des auteurs).